# Frederick Marx
Frederick Marx est un producteur et réalisateur de cinéma américain, né le 31 octobre 1955. Il s'est fait connaitre en 1994 grâce à Hoop Dreams, un film documentaire oscarisé. Bouddhiste pratiquant, sa production de documentaires se distingue par un intérêt marqué pour les individus et les populations en souffrance, la compassion, et la proposition de solutions pour apaiser ces souffrances. Il a reçu de nombreux prix et distinctions pour son travail.

## Carrière
Frederick Marx est un producteur, réalisateur, écrivain et monteur de cinéma indépendant ayant grandi à Champaign dans l'Illinois. Ayant travaillé pendant un certain temps comme professeur d'anglais et d'écriture créative, il a commencé sa carrière cinématographique en tant que critique de cinéma, et a travaillé à la fois en tant que distributeur et exploitant de films. Sa société de production, Warrior Films, est une structure à but non lucratif (501c) créée en 2003 et établie à Oakland en Californie.
Marx est diplômé de l'University of Illinois Laboratory High School d'Urbana, Illinois (USA) en 1973. Titulaire d'un Bachelor of Art en sciences politiques et d'une maîtrise en cinéma (MFA) de la Southern Illinois University à Carbondale. Il parle l'allemand et un peu le chinois (Mandarin).
Son intérêt pour les langues et les cultures étrangères se reflète dans sa contribution au programme international sur les droits de l'homme Out of the Silence (1991) de la chaine de télévision de service public Américaine PBS, dans son essai personnel remarqué Dreams from China (1989), et dans Saving the Sphinx de Learning Channel (1997). Il a été consultant sur le long métrage Les tortues volent aussi (2004) du réalisateur irano-kurde Bahman Ghobadi et a donné des cours au célèbre cinéaste thaïlandais Apichatpong Weerasethakul.
En 1993, Frederick Marx a été sélectionné aux Emmy Awards pour Higher Goals (des buts plus élevés) (1992) dans la catégorie « Best Daytime Children's Special » (meilleur programme spécial pour enfants dans la journée). Producteur, réalisateur et scénariste pour cette émission spéciale nationale sur PBS, Marx a dirigé le comédien Tim Meadows de la célèbre émission Saturday Night Live. Accompagné d'un guide pédagogique, le programme a ensuite été distribué gratuitement à plus de 4 200 écoles urbaines du pays. The Unspoken (ce qui n'est pas dit) est en 1999 le premier long métrage de Marx. Il présente des performances de la star russe Sergei Shnirev du Théâtre d'Art de Moscou et du comédien Harry Lennix, plus connu pour ses rôles dans Get on the Bus, Bob Roberts, Titus, ER et The Matrix.
Trois des films de Frederick Marx ont été présentés en première au New York Film Festival. Ayant consacré sa vie professionnelle à la réalisation et à la promotion de films indépendants, il s'est appliqué à travailler avec des populations souvent en souffrance : personnes de couleur, enfants maltraités, travailleurs pauvres, Amérindiens, bénéficiaires de l'aide sociale, prisonniers, personnes âgées, jeunes à risque, et militaires revenants de zones de guerre. Ses films montrent une sensibilité pour les différences culturelles et une empathie pour la souffrances dans les sujets qu'il aborde.
Hoop Dreams (1994) est le premier film dans lequel Marx s'est intéressé aux problèmes des adolescents. Boys to Men? (des garçons aux hommes?), distribué par la Media Education Foundation, reprend en 2004 ce même thème. Boys Become Men (les garçons deviennent des hommes), en est la suite, présentant les cérémonies d'initiation et le mentorat comme des solutions pertinentes aux problèmes auxquels les adolescents sont confrontés.
Frederick Marx a été nommé « Artiste de l'Année » par le journal Chicago Tribune en 1994 et « Guggenheim Fellow » par la Fondation Guggenheim en 1995.
Il a écrit deux livres :
- At Death Do Us Part: A Grieving Widower Attains Healing After the Loss of his Wife to Cancer (Lorsque la mort nous sépare : un veuf en deuil parvient à l'apaisement après la perte de son épouse due à un cancer) en 2018 ;
- Rites to a Good Life: Everyday Rituals of Healing and Transformation (Des rites pour une vie bonne : rituels quotidiens de guérison et de transformation) en 2020.

Frederick Marx pratique et enseigne le Bouddhisme Zen de l'école Zen Rinzai depuis de nombreuses années au sein de l'Ordre des Os Creux (Hollow Bones). Il est également actif dans plusieurs associations de développement personnel masculin dont The Good Men Project (en), et The Mankind Project, qui lui a attribué son prix Ron Hering en 2010.
Egalement auteur-compositeur amateur, il a enregistré en 1991 un certain nombre de ses chansons et les a regroupées sous le nom de Rolling Steel (acier roulant). Deux de ces 11 chansons sont utilisées sur le générique de fin de The Unspoken (1999) et une est utilisée dans Boys to Men.

### Hoop Dreams(1994)
Coécrit avec Steve James, le réalisateur du film, Hoop Dreams, qui pourrait être traduit par rêves de paniers (de basket-ball) est le premier documentaire long métrage de Frederick Marc, dans lequel il décrit la vie de deux jeunes garçons noirs de Chicago à qui est offerte la possibilité de faire des études dans une prestigieuse université grâce à leur talent pour le basket-ball. Ce film est des plus grands succès d'un documentaire non musical aux Etats-Unis.
Le film a été largement diffusé en salles après avoir remporté le Prix du Public au Festival du film de Sundance et a été le premier documentaire jamais choisi pour clore le Festival du film de New York,. Il figurait sur plus de 100 listes des « dix meilleurs films » dans tout le pays et a été nommé meilleur film de l'année par le critique Roger Ebert, et même, meilleur film de la décennie,,. Il a été également nommé « meilleur documentaire de tous les temps » par l'Association internationale du documentaire,. En 2005, il a été ajouté au National Film Registry de la Bibliothèque du Congrès des États-Unis. Il a remporté de nombreux prix de la part d'institutions reconnues : la Producers Guild of America (PGA), la Motion Picture Editors Guild (MPEG), le Peabody Award, la National Society of Film Critics (NSFC), le Prix Italia, et le prix Robert F. Kennedy Special Achievement Award (en) en 1995,. Le journal Le Monde qualifie Hoop Dreams de « film débordant de sensibilité mais dépourvu de sensiblerie ».
Bien que Frederick Marx ait été nommé pour le montage de Hoop Dreams par l'Académie des Arts et des Sciences du Cinéma (Oscars), le film lui-même n'a jamais été nommé comme meilleur film ou meilleur documentaire, ce qui a provoqué une controverse et a conduit l'Académie à réécrire ses procédures de nomination,.

### La Traversée du Zanskar(2010)
La Traversée du Zanskar (Journey from Zanskar) est un documentaire long métrage qui raconte l'histoire de 17 petits enfants pauvres qui quittent leur maison et leur famille, peut-être pour toujours, pour rejoindre une école tibétaine en Inde, dans l'intention d'avoir une vie meilleure et de contribuer à sauver ainsi la culture et la langue Tibétaine. Laissant derrière elle l'un des endroits les plus reculés et désolés de la planète — le Zanskar, dans le nord-ouest de l'Inde — l'expédition doit franchir à pied des cols himalayens de plus de 5 000 mètres. Les deux moines bouddhistes servant de guides ont parcouru ce même chemin trente ans auparavant  lorsqu'ils étaient enfants. Écrit, produit, et réalisé par Frederick Marx, raconté par la voix de Richard Gere, et mettant brièvement en scène le XIVe Dalaï Lama, le film raconte l'histoire de leur voyage épique et dangereux.

### Rites de Passage, Mentorer le Futur(2015)
Rites of Passage, Mentoring the future est un documentaire court métrage. Le coût pour la société des problèmes de comportement des adolescents sont estimés à environ 500 milliards de dollars par année aux États-Unis : abus de drogues et d'alcool, grossesses adolescentes, maladies sexuellement transmissibles, abandons scolaires et expulsions, gangs, vols et vandalisme, accidents de la route, TDA, TDAH, dépression et violence. Les adolescents confrontent les limites de leur propre corps, les règles des parents et de la société, et la capacité de leur propre esprit et de leur volonté à découvrir les véritables limites de leur potentiel. Le film à l'ambition d'expliquer pourquoi et comment ils devraient être initiés à l'âge adulte, et les avantages sociaux qui en découleraient.

### Rites de Passage, Mentorer le Futur- version long métrage
Ce film documentaire long métrage encore en production en 2021 devrait montrer comment les grandes cultures et religions du monde ont toutes eu leurs rites de passage, et comment nos sociétés modernes, en n'en ayant pas, souffrent. Diverses communautés répondent aujourd'hui à ce besoin en cocréant avec efficacité leurs propres rites de passage. Ces rituels permettent à des familles et des quartiers, frappées par les errements et les crimes des jeunes, de se réparer elles-mêmes. Enfin, le film ne devrait pas montrer seulement les adolescents transformés par ces rites de passage, mais comment leurs métamorphoses a changé leurs relations avec leurs familles, leurs amis, leurs professeurs et leurs employeurs, créant des changements positifs qui se répercutent dans les foyers, les écoles, les quartiers, les lieux de travail, les villes et les campagnes à travers le monde.

### Le voyage de retour des anciens combattants
Veterans Journey Home, est une série de documentaires long métrage, dont certains sont encore en production. Les anciens combattants américains (veterans en Anglais) ont du mal à revenir à la vie civile avec des taux de syndrome post-traumatique, de toxicomanie, de chômage, de violence domestique, d'errance et de suicide beaucoup plus élevés que la population générale. Centrée sur les difficultés quotidiennes auxquelles sont confrontés les hommes et les femmes revenant des zones de combat, cette série de documentaires vise à aider les civils, les anciens combattants et leurs familles à prendre connaissance des différentes possibilités de guérison et d'apaisement, non pathologisantes et sans médications, qui peuvent leur apporter soutien et compassion. L'ambition du film est de présenter les meilleures intervenants, les meilleures pratiques, et les programmes permettant d'effectuer ce travail psychologique nécessaire, parfois appelé aussi "Reverse Boot Camp" (camp d'entrainement militaire inversé).

### Lorsque la mort nous sépare(2018)
At Death Do Us Part est un livre non encore traduit en Français. Frederick Marx y partage l'histoire, la profondeur, et la puissance de sa relation avec son épouse Tracy Seeley (qui avait un cancer du sein lors de leur rencontre), le voyage qu'ils ont parcouru ensemble jusqu'à son décès, et son odyssée ultérieure à travers le chagrin. Frederick Marx réfléchit à la façon dont son étude du bouddhisme tout au long de sa vie (jusqu'à et y compris son ordination prêtre Rinzai Zen dans l'Ordre des OS Creux), son travail avec le mouvement de développement personnel ManKind Project, ses études sur la masculinité mature et sur les rites de passage ont fonctionné et l'ont aider à supporter et traverser cette épreuve.

### Des rites pour une vie bonne: rituels quotidiens de guérison et de transformation(2020)
Rites to a Good Life: Everyday Rituals for Healing and Transformation est un livre non encore traduit en Français. Pour Frederick Max, les passages au travers des étapes de la vie humaine méritent des rituels. Il décrit comment faire ces rituels simplement, sans grande agitation, avec un changement minimal des habitudes, et sans avoir besoin de prêtres, d'officiels, ou de gourous. Rédigé dans un style simple, le livre propose des exemples pratiques de ce que les personnes peuvent changer dans leur vie pour mener une existence quotidienne plus épanouie. Les anecdotes et les réflexions sont tirées de sources multiculturelles et d'auteurs respectés sur le développement personnel tels que Robert Bly, Michael Meade, Meredith Little, Starhawk, Orland Bishop, Robert Moore, Bill Plotkin, Clarissa Pinkola-Estes, Angeles Arrien, et Richard Louv.

## Filmographie
- 1981 : Dream Documentary (court métrage)
- 1984 : House of Unamerican Activities (court métrage)
- 1989 : Dreams from China (court métrage)
- 1989 : Hiding Out For Heaven (court métrage)
- 1991 : Out of the Silence (coproducteur, monteur)
- 1991 : Inside/Out (Extrait)
- 1992 : Higher Goals (court métrage, PBS-TV Special, producteur, monteur, casting)
- 1994 : Hoop Dreams (Producteur, Monteur, Auteur)
- 1995 : A Hoop Dreams Reunion (PBS-TV Special, producteur, monteur, casting)
- 1996 : Joey Skaggs: Bullshit & Balls (court métrage)
- 1997 : Saving the Sphinx (Learning Channel Special, producteur exécutif, producteur)
- 1998 : The Mankind Project (MKP) Homecoming Chicago
- 1999 : The Unspoken (producteur)
- 2004 : Boys To Men? (mini-serie de documentaires télévision)
- 2009 : The Films of Frederick Marx (court métrage, producteur)
- 2010 : Journey From Zanskar (long métrage documentaire)
- 2010 : Soundtracker (documentaire, producteur associé)
- 2014-2015 : The World As It Could Be
- 2015 : Life After Hoop Dreams (court métrage vidéo, producteur consultant)
- 2015 : Rites of Passage (court métrage)
- 2015 : The Tatanka Alliance (court métrage)
- 2017 : Surviving Home (producteur)
- 2019 : Veteran's Journey Home: Kalani's Story (documentaire, producteur)
- 2020 : Veterans Journey Home: Leaving it on the Land (documentaire, producteur)
- 2021 : Veterans Journey Home (documentaire, producteur)